# Felice Arienti
Felice Arienti (Desio, 24 gennaio 1917 – Desio, 10 aprile 2001) è stato un allenatore di calcio e calciatore italiano, di ruolo centrocampista.

## Carriera
Giocò in Serie A con Bari e Venezia. Da allenatore, dopo aver ricoperto il ruolo di vice, ha guidato il Milan sostituendo Luigi Bonizzoni al termine della stagione 1959-1960, ed il Trani in Serie B.

## Palmarès

### Giocatore

#### Competizioni nazionali
- Prima Divisione: 1

Monza: 1933-1934

### Allenatore

#### Competizioni nazionali
- IV Serie: 1

Pordenone: 1952-1953
- Serie D: 1

Rizzoli: 1961-1962